# Barpeta
Barpeta (hindi बारपेटा) – miasto w północno-wschodnich Indiach, stolica dystryktu o tej samej nazwie, w stanie Asam. W 2001 r. miasto to zamieszkiwało 41 175 mieszkańców.

## Położenie geograficzne
Miasto położone jest średnio 35 metrów nad poziomem morza, w miejscu o współrzędnych geograficznych 26°19'12 N i 91°0'0 E. Przez miasto przepływają dwie rzeki Saolkhowa oraz Mora Nodi (Dead River), obydwie są dopływami Brahmaputry. W pobliżu (44 km) znajduje się Park Narodowy Manas.

## Demografia
Według spisu z roku 2001 liczba mieszkańców miasta wyniosła 41 175 osób, z czego było to 20 753 mężczyzn oraz 20 422 kobiet. Wśród mieszkańców 80% potrafiło pisać i czytać, co jest wynikiem dużo wyższym niż średnia (59,5%) w Indiach.